# Białoruskie Zjednoczenie Demokratyczne
Białoruskie Zjednoczenie Demokratyczne (BZD, biał. Беларускае Дэмакратычнае Аб’яднанне) – polska partia polityczna, powstała 10 lutego 1990, wyrejestrowana 13 lutego 2004. 

## Mniejszość białoruska w okresie transformacji systemowej
Partia o nazwie „Białoruskie Zjednoczenie Demokratyczne” powstała na fali znacznego ożywienia politycznego w środowisku mniejszości białoruskiej w Polsce, związanego z przeobrażeniami ustrojowymi. Bazę kadrową partii stanowili działacze powstałej 11 lutego 1989 organizacji społecznej Klub Białoruski (przewodniczący Jerzy Turonek). Członkowie Klubu Białoruskiego identyfikowali się początkowo z ruchem solidarnościowym, licząc iż w nadchodzących wyborach parlamentarnych Komitet Obywatelski „Solidarność” nie wystawi swego kandydata w jednym z okręgów wyborczych na Białostocczyznie, by w ten sposób umożliwić zdobycie mandatu wywodzącemu się z Klubu Białoruskiego przedstawicielowi Białorusinów. Białostocka „Solidarność” kompletnie zlekceważyła jednak te postulaty, co wywołało wielkie rozczarowanie wśród działaczy Klubu i wpłynęło na decyzję Białorusinów o samodzielnym starcie w wyborach. Po raz pierwszy utworzono wówczas Białoruski Komitet Wyborczy, z list którego do Senatu wystartował Sokrat Janowicz. Mimo iż Białorusini nie zdobyli mandatu, to wynik Sokrata Janowicza (22,5 tys. głosów, czyli 8,5% głosujących) został uznany za umiarkowany sukces. Wkrótce potem przystąpiono do prac nad powołaniem odrębnej białoruskiej partii politycznej. We wrześniu 1989 powstała grupa inicjatywna do spraw powołania Białoruskiego Komitetu Społecznego „Hramada”, którego celem było zorganizowanie kongresu założycielskiego nowej partii.

## Powołanie partii
Partia o nazwie „Białoruskie Zjednoczenie Demokratyczne” została powołana do życia 10 lutego 1990 na kongresie założycielskim w Białymstoku. W kongresie wzięło udział około stu osób. Przyjęto wówczas program i statut partii.
Statut partii przewidywał, iż jej głównym celem będzie obrona i umocnienie białoruskiej tożsamości narodowej, kulturowej i religijnej. Oprócz postulatów o charakterze narodowym w orbicie zainteresowań partii znalazło się dążenie do rozwoju gospodarczego Białostocczyzny, a zwłaszcza przeciwdziałanie bezrobociu, upadkowi rolnictwa oraz zacofaniu infrastrukturalnemu regionu. Proponowano między innymi utworzenie Związku Gmin Wschodniej Białostocczyzny oraz wspólne gromadzenie kapitału na inwestycje w przetwórstwo rolne. Delegaci przyjęli program, który można określić jako liberalno-demokratyczny. Okazało się jednak, iż program ekonomiczny partii był zupełnie niezrozumiały dla członków społeczności białoruskiej. Również władze poszczególnych gmin uznały propozycje gospodarcze partii za zbyt ryzykowne, gdyż nie stały za nimi gwarancje państwa. Zdaniem E. Mironowicza odrzucenie propozycji ekonomicznych BZD przez nomenklaturę gminną faktycznie przekreśliło jeden z najważniejszych celów partii – wydobycie z zapaści cywilizacyjnej obszarów zamieszkanych przez mniejszość białoruską.

## Udział w wyborach

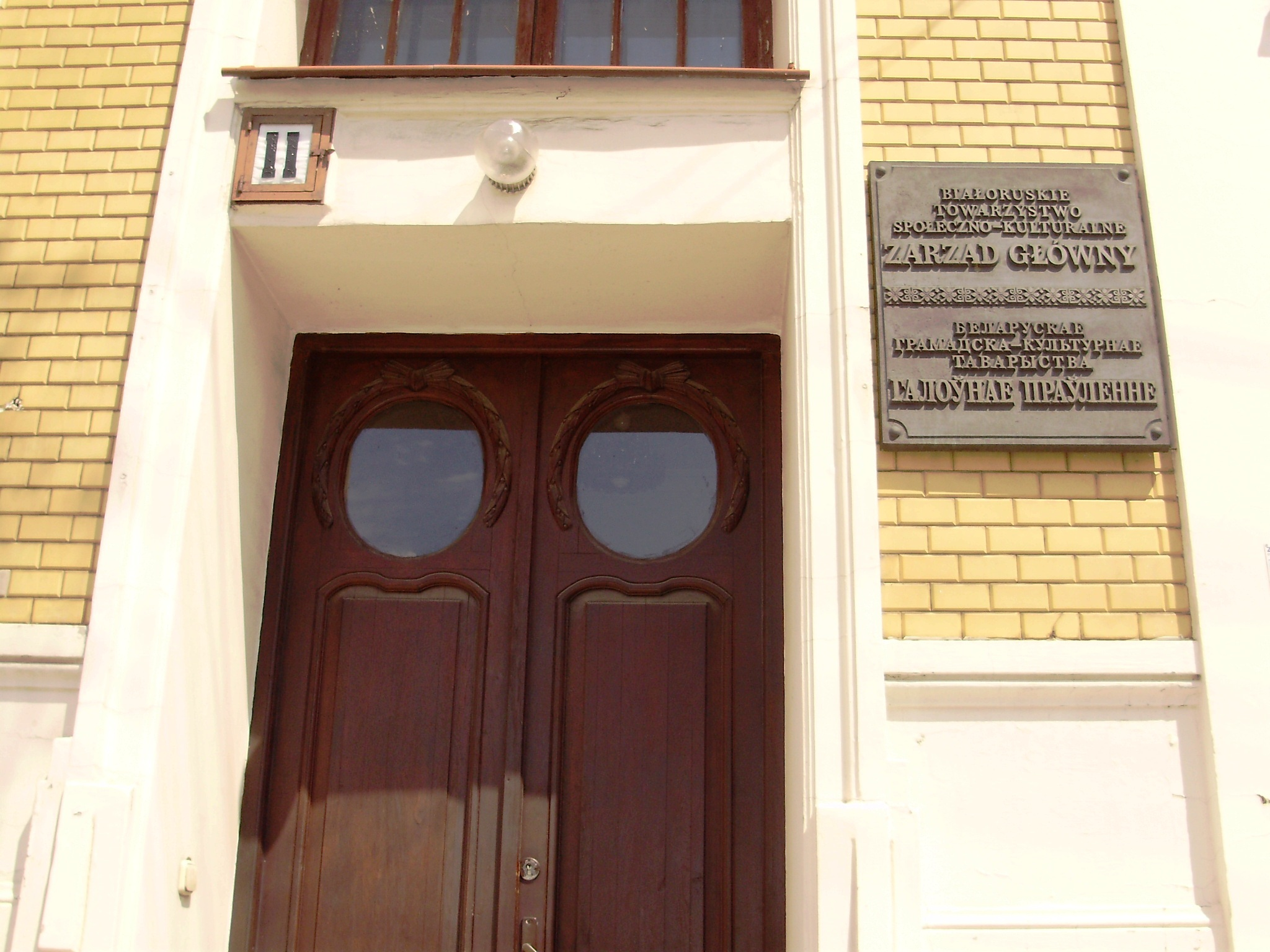
Wejście do kamienicy przy ulicy Warszawskiej 11 w Białymstoku, będącej niegdyś siedzibą Białoruskiego Zjednoczenia Demokratycznego

Partia natychmiast po powstaniu rozpoczęła przygotowania do zbliżających się wyborów samorządowych, rozpisanych na 27 maja 1990. Szybko jednak okazało się, iż nie jest możliwe uzyskanie porozumienia między organizacjami odwołującymi się do tego samego białorusko-prawosławnego elektoratu. Nie powiodły się próby porozumienia między Białoruskim Zjednoczeniem Demokratycznym a takimi organizacjami jak Białoruskie Towarzystwo Społeczno-Kulturalne czy popierane przez hierarchów Cerkwi Bractwo Prawosławne. Szeroką koalicję udało się stworzyć jedynie w wyborach do rady miejskiej Białegostoku. BZD weszła wówczas w skład Koalicyjnego Komitetu Wyborczego m.in. razem z Bractwem Prawosławnym. W innych gminach pod egidą Białoruskiego Zjednoczenia Demokratycznego zaczęły powstawać listy o wspólnej nazwie Białoruski Komitet Wyborczy. Duży sukces w wyborach partia osiągnęła praktycznie jedynie w gminie Gródek, gdzie białoruski komitet, na czele którego stanął Leon Tarasewicz, zdobył prawie wszystkie mandaty w radzie gminy. Listy białoruskie wygrały co prawda także w czternastu innych gminach Białostocczyzny, nierzadko z ogromną przewagą (14 na 15 mandatów w Białowieży, 13 mandatów z 18 w Narwi, 14 mandatów na 18 w Czeremsze). Wyników tych nie można jednak zdaniem E. Mironowicza uznać za sukces białoruskiej partii, gdyż w rzeczywistości przy władzy pozostała stara gminna nomenklatura, która na czas akcji wyborczej określiła się jako przedstawiciele białoruskiej mniejszości narodowej. Po wyborach nowo wybrani przewodniczący rad i wójtowie w żaden sposób nie odwoływali się do programu białoruskiej partii ani nie uwzględniali w rządzeniu specyfiki narodowościowej swoich gmin.
Przez cały okres swojego istnienia Białoruskie Zjednoczenie Demokratyczne nie osiągnęło również żadnego sukcesu na ogólnokrajowej arenie politycznej. Partia ponosiła zwłaszcza klęski w kolejnych wyborach parlamentarnych. Przytłaczającą porażką był dla działaczy BZD zwłaszcza rezultat osiągnięty w wyborach parlamentarnych w 1991 roku. Skłócenie środowisk białoruskich i prawosławnych (którego wynikiem była rywalizacja dwóch list odwołujących się do tego samego elektoratu: Białoruskiego Komitetu Wyborczego, utworzonego przez BZD, oraz Komitetu Wyborczego Prawosławnych, popieranego przez organizacje bliskie Cerkwi) doprowadziło do tego, iż lista białoruska zebrała w ówczesnym okręgu białostocko-suwalskim jedynie 4,5 tys. głosów (1,4%).
Najwięcej głosów lista popierana przez BZD zdobyła w następujących gminach: Narew (16,4%), Dubicze Cerkiewne (12,4%), mieście Bielsk Podlaski (11,0%), Czyże (8,7%), gminie wiejskiej Bielsk Podlaski (7,0%).
Dość dużą liczbę głosów zdobył Jan Czykwin, kandydat BZD w wyborach do Senatu (30 649). Okazało się to trzecim rezultatem w okręgu, niemniej jednak mandaty zdobyli wówczas dwaj przedstawiciele prawicy.
Fiaskiem zakończył się również samodzielny start Białorusinów w wyborach parlamentarnych w 1993 roku, gdy popierany przez partię Komitet Wyborczy Związku Białoruskiego otrzymał zaledwie czteroprocentowe poparcie (10 164 głosy), a w parlamencie po raz pierwszy nie znalazł się żaden przedstawiciel społeczności prawosławnej Białostocczyzny, co było zasadniczym ciosem dla idei startu Białorusinów z samodzielnych list wyborczych.
BZD nie utworzyło już odtąd żadnej samodzielnej listy wyborczej w wyborach ogólnokrajowych. Wybory parlamentarne w 2001 roku stały się zaś pierwszymi, w których nie powstał żaden regionalny komitet wyborczy odwołujący się do białoruskiego elektoratu, a przedstawiciele społeczności prawosławnej i białoruskiej znaleźli się tylko na listach partii ogólnopolskich.

## Kres istnienia partii
Przyczyną niskiego poparcia Białorusinów dla własnej narodowych list wyborczych mógł być fakt, iż ze względu na aprobatę dla przeobrażeń ustrojowych BZD postrzegane było przez członków tej mniejszości nie jako własna partia, mogąca realizować ich interesy, ale, jak stwierdza E. Mironowicz, jako „agentura Solidarności, ze zwycięstwem której wiązano bezrobocie i poczucie beznadziejności”.
17 kwietnia 2002 roku odbył się ostatni kongres partii, na którym jej przewodniczącym został Eugeniusz Jańczuk, nauczyciel historii w Liceum Ogólnokształcącym z Dodatkową Nauką Języka Białoruskiego w Hajnówce. Oprócz przewodniczącego w skład Rady Głównej partii weszli: Eugeniusz Olchowik, Eugeniusz Wappa, Sławomir Iwaniuk, Piotr Kruk, Oleg Łatyszonek, Jan Mordań, Wiktor Stachwiuk, Michał Stelmaszuk i Jarosław Charkiewicz. W skład Głównej Komisji Rewizyjnej weszli Eugeniusz Mironowicz, Eugeniusz Saczko i Mirosław Urbanowicz.
Postanowieniem z dnia 13 lutego 2004 Sąd Okręgowy w Warszawie postanowił wykreślić z ewidencji partii politycznych partię o nazwie: „Białoruskie Zjednoczenie Demokratyczne”, wpisaną do rejestru pod numerem EWP 57 i postawić ją w stan likwidacji.
W momencie likwidacji Białoruskie Zjednoczenie Demokratyczne oprócz tego, iż stanowiło jedyną w powojennej historii Polski partię mniejszości narodowej, to było także jedną z nielicznych polskich partii politycznych działających nieprzerwanie praktycznie od początku przemian ustrojowych.